# Oberöwisheimer Dorfbach
Der am Ober- und Mittellauf Kleiner Kraichbach, am Unterlauf Oberöwisheimer Dorfbach genannte Bach des Kraichgaus verläuft im baden-württembergischen Landkreis Karlsruhe in insgesamt südwestlicher Richtung. Er mündet nach etwas über 7 km langem Lauf an der Appenmühle des Stadtteils Oberöwisheim von Kraichtal von rechts in den mittleren Kraichbach.

## Geographie

### Verlauf
Der längstenteils Kleiner Kraichbach genannte Bach entspringt auf etwa 214 m ü. NHN im Walddistrikt Forst des Stadtteils Odenheim von Östringen. Fein gewunden fließt er im Wald nordostwärts. Nach 600 Metern erreicht er den Waldrand und wendet sich nun in gerade gezogenen Teilabschnitten nach Westen und läuft dabei in einem meist kahlen Graben einen Kilometer lang am Nordrand des Ackergewanns Rechtenbach. Gleich zu Anfang unterquert er die K 3517 Odenheim–Kraichtal-Neuenbürg.
Dann tritt er an der Stadtgrenze zu Kraichtal in ein größeres Waldgebiet ein, in dem er weiterhin etwa westwärts, aber nun etwas gewundener laufend den Streitwald rechtsseits vom Pfannenwald linksseits trennt. Dort beginnt auch sein Laufabschnitt im nach ihm benannten Naturschutzgebiet. Weniger als zweihundert Meter, ehe sich die Talaue wieder öffnet, durchfließt er darin den 0,5 ha großen Stauweiher Pfannwaldsee.
In der folgenden, zunächst nur linksseits angrenzenden Wiesenaue wendet er sich langsam nach links, ihn begleitet dort ein feuchter Erlenwaldstreifen. Am Ende seiner Wende unterhalb der Kohlplatte, von der den oberen und mittleren Hang herab sich einige Rebenreihen ziehen, fließt er südsüdwestwärts weiter. Ab dem sich rechts erhebenden Galgenberg begleitet nun ein teils seitwärts weit ausgedehnter Sumpf mit Erlen und einzelnen Sickerquellen den nun in ausgeweitetem Talgrund laufenden Bach.
Nachdem er etwa 500 Meter vor dem Ortsrand von Oberöwisheim das nach ihm benannte Naturschutzgebiet in wieder engerem Talgrund am Gewann Brückle verlassen hat, zeigt sich seine unmittelbare Umgebung weniger naturnahe. Den Ort Oberöwisheim durchquert er, nun unter dem Namens Oberöwisheimer Dorfbach, in der Folge teilweise verdolt entlang und unter der Bachstraße. Nachdem ihn die K 3517 aus Neuenbürg gequert hat, fließt er wiederum dauerhaft offen am Weichbildrand des Ortes. Zuletzt unterquert er am Ortsende die Kraichtalbahn und fließt dann auf etwa 127 m ü. NHN neben der Appenmühle von rechts in den Mühlkanal neben dem mittleren Kraichbach ein.
Der Bachstrang aus Kleinem Kraichbach und Oberöwisheimer Dorfbach mündet nach 7,2 km langem Weg mit mittleren Sohlgefälle von etwa 12 ‰ rund 87 Höhenmeter unterhalb seines Waldursprungs im Forst. Von der Gesamtstrecke entfallen etwa 2,0 km auf den Oberöwisheimer Dorfbach genannten Abschnitt.

### Einzugsgebiet
Das Einzugsgebiet des Kleinen Kraichbachs/Oberöwisheimer Dorfbachs ist 7,2 km² groß und gehört naturräumlich zum Kraichgau. Das obere Einzugsgebiet bis zur Südsüdwestwende des Kleinen Kraichbachs zählt dabei zum Eichelbergvorland im Unterraum Lein-Elsenz-Hügelland, der Teil talababwärts davon dagegen zu den Bruchsaler Randhügeln des Unterraums Kraich-Saalbach-Hügelland. Die mit bis 236 m ü. NHN größten Höhen erheben sich auf der nördlichen Wasserscheide.
Auf mehr als einem Drittel des Einzugsgebietes steht Wald, vor allem beidseits des Westlaufs des Kleinen Kraichbachs links im Pfannenwald und rechts im Streitwald. Im überwiegenden offenen Gebietsanteil dominieren die Äcker, daneben gibt es wenig Wiesen in der Talmulde, kleinere Weinbauhänge und Obstwiesen ebenfalls meist an Hängen. Einziger Siedlungsplatz ist das Dorf Oberöwisheim der Stadt Kraichtal, zu dessen Gemarkung auch etwa drei Viertel der Fläche gehören, das übrige Viertel um den oberen Kleinen Kraichbach dagegen überwiegend zur Teilgemarkung Odenheim der Stadt Östringen.
Reihum grenzen die Einzugsgebiete folgender Nachbargewässer an:
- Jenseits der nördlichen Wasserscheide ist der Katzbach des nächste Gewässer, ein Zufluss des Kraichbachs unterhalb des Oberöwisheimer Dorfbachs;
- im Nordosten konkurriert ein Katzbach-Zufluss durch die Wanne;
- im Südosten fließt das Neuenbürger Bächle gegenläufig zum obersten Gewässerabschnitt des Kleinen Kraichbachs südwestwärts zum Kraichbach und läuft in diesen unmittelbar oberhalb der Mündung des Oberöwisheimer Dorfbachs ein;
- im Westen fließt der Graben durch das Langental zwischen Oberöwisheimer Dorfbach und Katzbach zum Kraichbach.

### Zuflüsse und Seen
Der Bach hat außer kurzen Auen-Entwässerungsgräben kaum dauerhafte Zuflüsse, wohl weil nicht zu starke Niederschläge gewöhnlich im Löss versinken. Der noch längste Nebenbach fließt aus dem unteren Abschnitt einer Klinge im Pfannenwald von Süden her zu, er ist nur etwa 0,2 km lang und sein Einzugsgebiet nur etwa 0,2 km² groß.
Er mündet, unmittelbar nachdem der Kleine Kraichbach auf Westlauf den Pfannwaldsee durchflossen hat, einen knapp 0,5 ha großen Stauweiher mit Bauminsel auf rund 167 m ü. NHN zwischen den Waldhängen des Pfannenwalds im Süden und des Streitwalds im Norden, der gerne von Ausflüglern besucht wird. Oberhalb von ihm gibt es drei Kneipp-Anlagen am Kleinen Kraichbach.

## Geologie

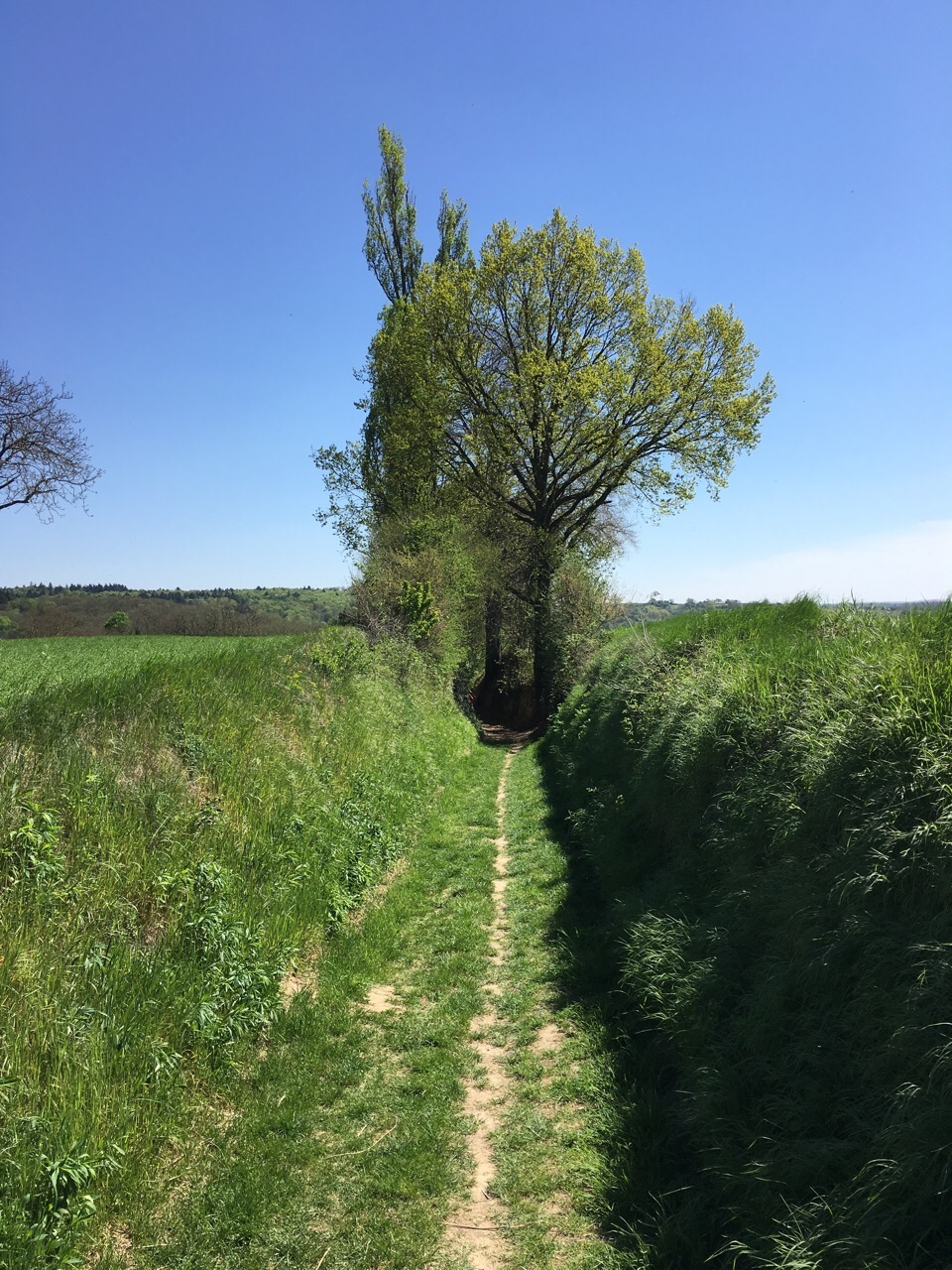
Galgenhohl auf der Hochebene

Das Einzugsgebiet ist – typisch für den Kraichgau – größtenteils mit Lösssediment aus dem Quartär überlagert. Augenfällig wird die teils hohe Bedeckung mit Löss am Hohlweg Galgenhohle, der etwas über anderthalb Kilometer nordnordöstlich der Ortsmitte von Oberöwisheim am Fuß des Galgenbergs beginnt, ihn aufwärts steigt und auf der Hügelhöhe noch lange nordwestwärts weiterläuft. In den Talgründen sind Schwemmlandbänder eingelagert.
Es gibt einige Fenster auf den darunterliegenden Keuper von allem im oberen Einzugsgebiet bis zur Südsüdwestwende des Baches und auch danach an den östlichen und südöstlichen Talhängen. Es handelt sich dabei in tieferen Lagen um Gipskeuper (Grabfeld-Formation), jedoch liegen auf den Höhenzügen des oberen Einzugsgebietes mehrheitlich in Ablagerungsfolge noch höhere Mittelkeuper-Schichten.

## Natur und Schutzgebiete
Der Kleine Kraichbach durchläuft von seinem Übertritt auf Oberöwisheimer Gemarkung bis weniger als einen halben Kilometer vor der Ortsgrenze des Dorfes Oberöwisheim das einen Quadratkilometer große Naturschutzgebiet Kleiner Kraichbach, das sich aus der Talmulde teilweise auch weit auf die Hänge hoch erstreckt. Fast überall ist es eingerahmt von Teilen des weitreichenden Landschaftsschutzgebietes  Kraichgau, das den größeren Teil des Einzugsgebiets umfasst, ausgenommen hauptsächlich die Ortslage von Oberöwisheim. Der Mündung an der Appenmühle gegenüber liegt das Naturschutzgebiet Kraichbachniederung in der Flussaue.

## Tourismus
Der mit rotem Symbol E 1 markierte Europäische Fernwanderweg E1 berührt, von Östringen-Odenheim kommend und in Richtung Kraichtal-Münzesheim laufend, an dessen Westkehre den obersten Kleinen Kraichbach und folgt dann kurz der östlichen Wasserscheide.
Der mit gelbem waagerechtem Strich markierte Hauptwanderweg 48 des Odenwaldklubs von Germersheim nach Eppingen verläuft zwischen Ubstadt-Weiher-Stettfeld und Odenheim lange etwa auf der nördlichen Wasserscheide.
Der mit blauem Buchstaben W markierte, Weinpfad Kraichgau genannte Hauptwanderweg 9 desselben Vereins ist auf der Etappe von Ubstadt-Weiher-Zeutern nach Münzesheim mit dem HW 48 am Nordwestrand des Einzugsgebietes gebündelt, quert danach von diesem abgehend den Kleinen Kraichbach am Pfannwaldsee, erreicht dann die Trasse des E 1 und verlässt daraufhin mit diesem gebündelt das Einzugsgebiet südwärts.

### LUBW
Amtliche Online-Gewässerkarte mit passendem Ausschnitt und den hier benutzten Layern: Lauf und Einzugsgebiet des Oberöwisheimer Dorfbachs

Allgemeiner Einstieg ohne Voreinstellungen und Layer: Daten- und Kartendienst der Landesanstalt für Umwelt Baden-Württemberg (LUBW) (Hinweise)
1. 1 2 3  Höhe nach dem Höhenlinienbild auf dem Hintergrundlayer Topographische Karte.
2. ↑  Länge nach dem Layer Gewässernetz (AWGN).
3. ↑  Einzugsgebiet nach dem Layer Basiseinzugsgebiet (AWGN).
4. ↑  Natur teilweise nach dem Layer Geschützte Biotope.
5. ↑  Länge nach dem Layer Gewässername.
6. ↑  Höhe nach grauer Beschriftung auf dem Hintergrundlayer Topographische Karte.
7. ↑  Länge abgemessen auf dem Hintergrundlayer Topographische Karte.
8. ↑  Einzugsgebiet abgemessen auf dem Hintergrundlayer Topographische Karte.
9. ↑  Seefläche nach dem Layer Stehende Gewässer.
10. ↑  Schutzgebiete nach den einschlägigen Layern.

### Andere Belege
1. ↑  Josef Schmithüsen: Geographische Landesaufnahme: Die naturräumlichen Einheiten auf Blatt 161 Karlsruhe. Bundesanstalt für Landeskunde, Bad Godesberg 1952. → Online-Karte (PDF; 5,1 MB)
2. ↑  Geologie nach den Layern zu Geologische Karte 1:50.000 auf: Mapserver des Landesamtes für Geologie, Rohstoffe und Bergbau (LGRB) (Hinweise)